# Love (Destiny)
Love (Destiny) è un brano musicale della cantante giapponese Ayumi Hamasaki, pubblicato come suo settimo singolo il 14 aprile 1999. Il brano è il secondo estratto dall'album Loveppears ed è arrivato alla prima posizione della classifica Oricon dei singoli più venduti in Giappone vendendo un totale di 650 790 copie.

## Tracce
CD singolo AVDD-20309
1. LOVE ~Destiny~ (Ayumi Hamasaki, TSUNKU)
2. LOVE ~since 1999~ (Ayumi Hamasaki, TSUNKU)
3. LOVE ~Destiny~ (Instrumental) - (Ayumi Hamasaki, TSUNKU)
4. LOVE ~since 1999~ (Instrumental) - (Ayumi Hamasaki, TSUNKU)

Durata totale: 19:10

## Classifiche
| Classifica (1999)           | Posizione più alta |
| --------------------------- | ------------------ |
| Oricon Weekly Singles Chart | 1                  |